# Сільвіо Прото
Сільвіо Прото (фр. Silvio Proto, нар. 23 травня 1983, Шарлеруа) — бельгійський футболіст, воротар.
Виступав за клуби «Лув'єрроз», «Жерміналь-Беєрсхот» та «Андерлехт», «Лаціо» а також національну збірну Бельгії.
Дворазовий володар Кубка Бельгії. 

## Клубна кар'єра
Народився 23 травня 1983 року в місті Шарлеруа. Вихованець юнацьких команд футбольних клубів «Куйллє» і «Олімпік Шарлеруа».
У дорослому футболі дебютував 1999 року виступами за команду клубу «Лув'єрроз», в якій провів шість сезонів, взявши участь у 115 матчах чемпіонату. 
Своєю грою за цю команду привернув увагу представників тренерського штабу клубу «Андерлехт», до складу якого приєднався 2005 року. Відіграв за команду з Андерлехта наступні три сезони своєї ігрової кар'єри. Був здебільшого резервним голкіпером і 2008 року погодився на перехід на умовах оренди до клубу «Жерміналь-Беєрсхот», де провів наступний рік своєї кар'єри гравця.
Повернувшись до «Андерлехта» 2009 року, став основним воротарем команди, а згодом й її капітаном. Відтоді встиг відіграти за команду з Андерлехта понад 200 матчів в національному чемпіонаті.

## Виступи за збірну
2004 року дебютував в офіційних матчах у складі національної збірної Бельгії. Був резервним голкіпером національної команди і протягом наступних восьми років провів у її складі лише 13 матчів.

## Титули і досягнення
- Чемпіон Бельгії (6):

«Андерлехт»:  2005–06, 2006–07, 2009–10, 2011–12, 2012–13, 2013–14
- Володар Кубка Бельгії (2):

«Лув'єрроз»:  2002–03
«Андерлехт»:  2007–08
- Володар Суперкубка Бельгії (6):

«Андерлехт»:  2006, 2007, 2010, 2012, 2013, 2014
- Володар Кубка Італії (1):

«Лаціо»: 2018-19
- Володар Суперкубка Італії з футболу (1):

«Лаціо»: 2019